# Paranormal Attack
Paranormal Attack é uma banda portuguesa de música eletrônica voltada para o rock eletrônico, com toques de música clássica, formada no final de 2002, quando uma faixa fez sucesso mundialmente, um remix da banda Metallica, "Seek and Destroy".
O grupo foi descoberto pela gravadora israelense Chemical Crew e, após participação em compilações, gravou o primeiro trabalho a convite de Asher Swissa, líder do projeto Skazi e um dos donos do selo.
A banda é composta por Xangaii nos vocais, guitarra e sintetizadores, Gonçalo Miranda no synths e Lucas na bateria. No inicio da carreira quem ocupava a parte dos synths era Jaime Ventura, que deu seu lugar para Gonçalo.
Entre os países onde o grupo já se apresentou estão África do Sul, Japão, México, Israel, Alemanha, Sérvia, Rússia e Grécia.

## No Brasil
Em outubro de 2006, a banda começou a filmar seu DVD em uma grande turnê pelo Brasil. Para terminar o ano Xangaii também apoiou Skazi em um Live Concert, a Xxxperience Edição Especial (São Paulo, Brasil) para cerca de 30 mil pessoas com a participacao de Iggor Cavalera (Sepultura) . Em março de 2007, a banda é convidada para os grandes festivais no Rio de Janeiro, Curitiba e Belo Horizonte chamado Chemical Music. "Nunca vimos algo parecido com isto", diz Xangaii espantado com a turnê.
Em 2010 e 2011 a banda foi a Atlantida-RS no festival de musica Planeta Atlântida RS

## Projeto paralelo
Xangaii, já consagrado na cena eletrônica com projeto Paranormal Attack, criou o Under Construction, seu novo projeto voltado para o electro.

## O Magnata
Em 2006, a banda também apoiou o filme O Magnata, escrito por Chorão da famosa banda brasileira Charlie Brown Jr. Eles produziram uma faixa em parceria com a banda  Charlie Brown Jr. chamada "Vão Fazer de Novo" para uma das cenas do filme.

## Discografia
- Paranormal Attack (2001)
- Phenomenon (2006)
- Walking In The Sun (2007)